# بيرسونية دقيقة
بيرسونية دقيقة (الاسم العلمي:Persoonia inconspicua) هي نوع غير مؤكد من النباتات تتبع جنس البيرسونية من الفصيلة البروطية.